# Liste der Territorien in Vorderösterreich

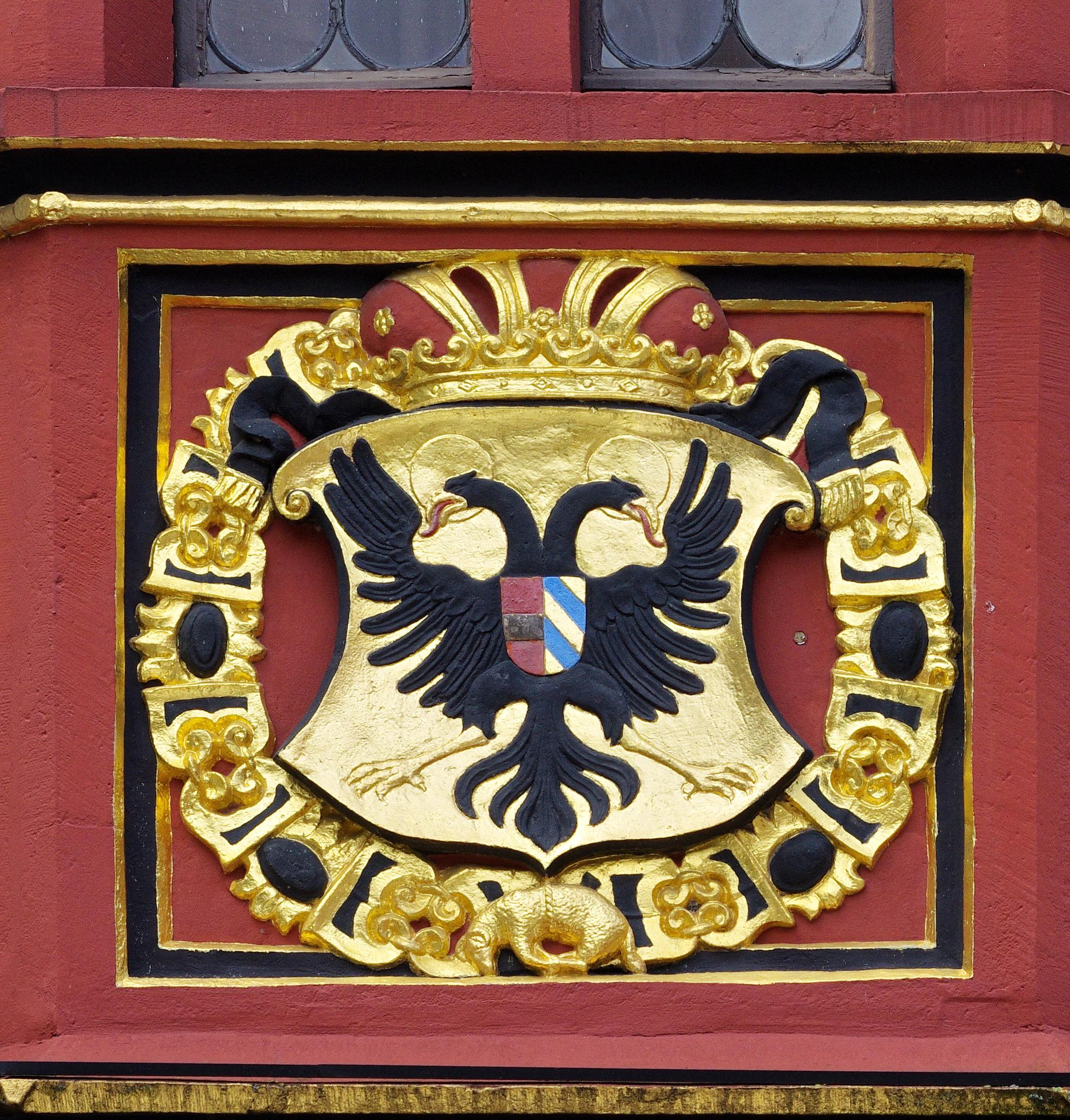
Habsburger Wappen am Historischen Kaufhaus in Freiburg im Breisgau

Diese Liste der Territorien in Vorderösterreich enthält Territorien, die zwischen dem 13. Jahrhundert und 1805 zu Vorderösterreich, einem Sammelnamen für die früheren Besitzungen der Habsburger westlich von Tirol, gehört haben. Zum ursprünglichen Hausgut der Grafen von Habsburg im Elsass, im Sundgau und im Aargau erwarben sie 1368 Freiburg und die Landgrafschaft Breisgau, 1381 die Landvogtei in Schwaben und die Gebiete der Grafen von Hohenberg, 1403 von der Nebenlinie Habsburg-Laufenburg die Vogteien Laufenburg und Säckingen, 1504/05 die Landvogtei Hagenau im Elsass und die später oft weiter verpfändete Ortenau. Seit 1536 umfasste Vorderösterreich die Landgrafschaft Oberelsass mit Sitz in Ensisheim und die Reichslandvogtei im Elsass mit der Schutzvogtei über 40 Reichsdörfer und die Reichsstädte der Dekapolis, weiterhin im Breisgau die Grafschaft Hauenstein und die Herrschaft Laufenburg sowie die Herrschaften Kastelberg und Schwarzenberg, Kirnberg, Rheinfelden und Triberg.
Schwäbisch Österreich war der Sammelbegriff für die Markgrafschaft Burgau, die Reichsgrafschaft Hohenberg, die Landgrafschaft Nellenburg und die Landvogtei in Schwaben. Zu Vorderösterreich wurden seit 1548 auch die Stadt Konstanz, die Grafschaft Feldkirch und weitere Güter „vor dem Arl gelegen“, dem heutigen Vorarlberg, gezählt. Im Westfälischen Frieden 1648 verlor Österreich den Sundgau und die Landvogtei Elsass; die Regierung zog von Ensisheim nach Freiburg im Breisgau um. In der letzten Epoche des Alten Reiches wurde aus der lothringischen Heirat Maria Theresias mit Franz Stephan die Reichsgrafschaft Falkenstein (1731) in der Pfalz zu Vorderösterreich geschlagen und schließlich gelang dem Erzhaus Habsburg noch der Erwerb der Herrschaft Hohenems (1765), der Landvogtei Ortenau (1771) und der Reichsgrafschaft Montfort (1780).

## A
1. Aach, Stadt in Nellenburg
2. Achern, Gericht in der Ortenau
3. Achstetten, Standesherrschaft im Schwäbischen Kreis der Reichsritterschaft unter schwäbisch-österreichischer Landeshoheit
4. Adelhausen zu Freiburg, Kloster im Breisgau
5. Ahldorf, Standesherrschaft im Schwäbischen Kreis der Reichsritterschaft unter schwäbisch-österreichischer Landeshoheit
6. Alberschwende, Gericht in der Grafschaft Bregenz in Vorarlberg
7. Allmayer, Physikus Dr. und wegen des Hofs → Neuhaus bei Radolfzell Stand in Nellenburg
8. Allmendingen, Herrschaft in Schwäbisch Österreich
9. Alsace → Elsass
10. Alspach, Kloster in der Landgrafschaft Oberelsass
11. Altdorf, Flecken in der Oberen Landvogtei Schwaben und Malstatt (Gerichtsort) des Freien Landgerichts in Oberschwaben
12. Altdorf, Oberamt für die Landvogtei Schwaben
13. Altenburg, Gericht in der Grafschaft Bregenz in Vorarlberg
14. Altensumerau → Vogt von Altensumerau und Prasberg
15. Altheim, Herrschaft in Schwäbisch Österreich
16. Altkirch, Stadt und Herrschaft im Sundgau
17. Altnau, Vogtei der Stadt Konstanz unter eidgenössischer Landeshoheit
18. Altshausen, Komtur der Kommende des Deutschen Ritterordens und wegen der Burgvogtei → Illerrieden Stand in Burgau, wegen des Ortes → Boms Stand in der Landvogtei Schwaben sowie wegen des Ortes → Ellhofen Stand in Vorarlberg
19. Altstetten, Breisgauische Ritterschaft
20. Ambringen, Breisgauische Ritterschaft
21. Amtzell, Ort im Schwäbischen Kreis der Reichsritterschaft unter schwäbisch-österreichischer Landeshoheit
22. Andlau, Standesherr im Sundgau
23. Andlaw, Breisgauische Ritterschaft
24. Angeot, Vogtei im Sundgau
25. Appenweier, Gericht in der Ortenau
26. Argen, Herrschaft in der Grafschaft Montfort
27. Aspach, Meierei im Sundgau
28. Assise, Große Meierei im Sundgau
29. Attems, Graf und wegen der Herrschaft → Hirrlingen Stand in Hohenberg
30. Au, Standesherrschaft im Breisgau
31. Auersperg, Fürst und wegen der gefürsteten Reichsgrafschaft → Tengen Stand in Schwäbisch Österreich
32. Augsburg, Domkapitel und wegen des Ortes → Oeffingen Stand in Burgau
33. Augsburg, Hochstift und wegen des Ortes → Zusmarshausen Stand in Burgau
34. Augsburg, Jakobsspital der Reichsstadt wegen des Ortes → Deisenhausen Stand in Schwäbisch Österreich
35. Autenried, Pflege in Burgau

## B
1. Baden (Freiherr), Breisgauische Ritterschaft
2. Baden-Baden, Prinzessin[1] und wegen der Herrschaft → Lichteneck sowie als Teilherrin von → Riegel Mitglied Breisgauische Ritterschaft
3. Baienfurt, Amt in der Oberen Landvogtei Schwaben
4. Baindt, Reichsabtei und Geistlicher Vasall in der Landvogtei Schwaben
5. Balgheim, Reichsunmittelbarer Niederadelsbesitz[2] unter hohenbergischer Landeshoheit
6. Ballersdorf, Meierei im Sundgau
7. Balschwiller, Meierei im Sundgau
8. Balzheim, Herrschaft im Schwäbischen Reichskreis unter burgauischer Landeshoheit
9. Bamlach, Herrschaft im Breisgau
10. Bas-Landser, Herrschaft im Sundgau
11. Baustetten, Ort unter burgauischer Landeshoheit
12. Behrenfels, Standesherr im Sundgau
13. Belfort, Grafschaft und Propstei im Sundgau
14. Bellingen, Standesherrschaft im Breisgau
15. Berg, Herrschaft in der Unteren Landvogtei Schwaben
16. Bergatreute, Amt in der Oberen Landvogtei Schwaben
17. Bernau, Vogtei bei Leibstadt
18. Bernstein, Kloster in Hohenberg
19. Beroldingen, Breisgauische Ritterschaft
20. Bettendorf, Meierei im Sundgau
21. Beuggen, Kommende des Deutschen Ritterordens und Prälat im Breisgau
22. Beuren, Geistliche Herrschaft unter schwäbisch-österreichischer Landeshoheit
23. Beyer, Breisgauische Ritterschaft
24. Biberach, Reichsstadt und wegen des mit der Reichsabtei Heggbach gemeinsam besessenen Ortes → Baustetten Stand in Burgau
25. Biberbach, Markt und Herrschaft in Burgau
26. Biburg, Vogtei in Burgau
27. Biengen, Standesherrschaft im Breisgau
28. Bierlingen, Standesherrschaft in der Reichsritterschaft unter schwäbisch-österreichischer Landeshoheit
29. Bierstetten, Amt[3] unter schwäbisch-österreichischer Landeshoheit
30. Binningen, Herrschaft in Nellenburg
31. Binsdorf, Stadt und Justizamt in Hohenberg
32. Birndorf, Einung im Schwarzwald
33. Bissingen-Nippenburg, Graf und wegen der Herrschaften → Schramberg und → Dotternhausen Standesherr in Hohenberg sowie als Personalist Mitglied Breisgauische Ritterschaft
34. Blasiwald, Vogtei im Schwarzwald
35. Bludenz, Stadt und Grafschaft in Vorarlberg
36. Blumenberg → Florimont
37. Blumeneck, Breisgauische Ritterschaft
38. Blumenfeld, Herrschaft in Schwäbisch Österreich
39. Bodman, Reichsritter und Freiherrlicher Vasall in Schwäbisch Österreich
40. Bodnegg, Amt in der Oberen Landvogtei Schwaben
41. Bollingen, Amt in Burgau
42. Bollschweil, Breisgauische Ritterschaft und Standesherrschaft im Breisgau
43. Bollwiller, Herrschaft im Sundgau
44. Bömelburg, Reichsritter und wegen der Herrschaft → Erolzheim Freiherrlicher Vasall in Schwäbisch Österreich
45. Boms, Ort unter schwäbisch-österreichischer Landeshoheit
46. Boos-Atzenberg, Amt in der Oberen Landvogtei Schwaben
47. Boschen, Amt in der Oberen Landvogtei Schwaben
48. Böttingen, Ort[4] in Burgau
49. Bouxwiller, Meierei im Sundgau
50. Brandenburg-Ansbach, Markgraf und wegen der Herrschaft → Unterknöringen Stand in Schwäbisch Österreich
51. Bräunlingen, Stadt im Breisgau
52. Bregenz, Oberamt für Vorarlberg
53. Bregenz, Stadt und Grafschaft in Vorarlberg
54. Bregenz und Hohenegg, Grafschaft in Vorarlberg
55. Breisach, Stadt im Breisgau
56. Breisgau, Landvogtei[5]
57. Breisgauische Landstände, Dritter Stand[6]
58. Breisgauische Landstände, Prälatenstand[7]
59. Breisgauische Landstände, Ritterstand[8]
60. Bretten, Meierei im Sundgau
61. Brochenzell, Herrschaft in Schwäbisch Österreich
62. Brunstatt, Lehensherrschaft im Sundgau
63. Bubesheim, Gericht in Burgau
64. Buch, Vogtei der Stadt Konstanz unter eidgenössischer Landeshoheit
65. Buchau, Fürstäbtissin und wegen des mit Schussenried gemeinsam besessenen Amtes → Bierstetten Stand in Schwäbisch Österreich
66. Buchheim, Standesherrschaft im Breisgau
67. Buchholz, Standesherrschaft im Breisgau
68. Bühl, Obervogtamt in Burgau
69. Bühl, Herrschaft im Schwäbischen Reichskreis unter burgauischer Landeshoheit
70. Burgau, Markgrafschaft[9]
71. Burgau, Stadt, Vogtei und Gerichtsvogtei in Burgau
72. Bürgeln, Propstei im Breisgau
73. Burkheim, Stadt und Herrschaft im Breisgau
74. Burnhaupt, Obere und Niedere Meierei sowie Propstei im Sundgau
75. Büsingen, Standesherrschaft in Nellenburg
76. Bussen, Herrschaft unter schwäbisch-österreichischer Landeshoheit
77. Bußmannshausen, Herrschaft im Schwäbischen Kreis der Reichsritterschaft unter schwäbisch-österreichischer Landeshoheit
78. Buttenwiesen, Vogtei in Burgau
79. Buxheim, Abt und wegen der Herrschaften → Beuren und → Obenhausen Stand in Schwäbisch Österreich

## C
1. Cernay, Vogtei im Sundgau
2. Colmar, Stadt der Dekapolis unter der Landvogtei im Elsass
3. Coreth, Gräflicher Vasall in Vorderösterreich
4. Crailsheim, Reichsritter und wegen der Herrschaft → Dünsbach Freiherrlicher Vasall in Schwäbisch Österreich

## D
1. Dachswangen, Herrschaft im Breisgau
2. Dammerkirch → Dannemarie
3. Damüls, Gericht in der Grafschaft Feldkirch in Vorarlberg
4. Dannemarie, Meierei im Sundgau
5. Dattenried → Delle
6. Deffingen Kondominium[10] in Burgau
7. Deisenhausen, Ort im Schwäbischen Reichskreis unter schwäbisch-österreichischer Landeshoheit
8. Dekapolis, Zehnstädtebund → Colmar, → Haguenau, → Kaysersberg, → Landau, → Munster, → Obernai, → Rosheim, → Sélestat, → Turckheim, → Wissembourg
9. Delle, Herrschaft im Sundgau
10. Dellmensingen, Herrschaft im Schwäbischen Kreis der Reichsritterschaft unter burgauischer Landeshoheit
11. Deuring, Reichsritter und wegen der Pflege → Autenried Freiherrlicher Vasall in Schwäbisch Österreich
12. Deutsches Haus zu Ulm → Ulm
13. Dietenbach, Standesherrschaft im Breisgau
14. Dietenheim, Herrschaft in Schwäbisch Österreich
15. Direktorialstadt → Ehingen, → Munderkingen, → Radolfzell, → Rottenburg
16. Direktoriatsstadt → Ehingen
17. Dogern, Einung im Schwarzwald
18. Donaustadt → Mengen, → Munderkingen, → Riedlingen, → Saulgau, → Waldsee
19. Dornbirn, Gericht in der Grafschaft Feldkirch in Vorarlberg
20. Dotternhausen, Herrschaft im Schwäbischen Kreis der Reichsritterschaft unter hohenbergischer Landeshoheit
21. Drei Ähren → Trois-Épis
22. Duminique, Breisgauische Ritterschaft
23. Dünsbach, Herrschaft in Schwäbisch Österreich
24. Duran, Breisgauische Ritterschaft

## E
1. Eberstall, Amt in Burgau
2. Ebinger von der Burg, Reichsritter und wegen der Herrschaft → Steißlingen Freiherrlicher Vasall in Nellenburg
3. Ebnet, Standesherrschaft im Breisgau
4. Ebringen, Standesherrschaft im Breisgau
5. Edelstetten, Damenstift unter österreichischer Landeshoheit in Burgau
6. Eggen, Ort unter gräflich-bregenzischer Landeshoheit in Vorarlberg
7. Eggen, Vogtei der Stadt Konstanz unter eidgenössischer Landeshoheit
8. Eggenweiler, Amt in der Oberen Landvogtei Schwaben
9. Ehingen, Direktorialstadt für Burgau
10. Ehingen, Direktoriatsstadt[11] und Sitz der Stände[12] für Schwäbisch Österreich
11. Ehinger von Balzheim Erben, wegen der gemeinsam mit Freiherr von Palm besessenen Herrschaft → Balzheim Standesherr in Burgau
12. Einsingen, Kondominium[13] unter schwäbisch-österreichischer Landeshoheit, das sowohl im Schwäbischen Kreis der Reichsritterschaft als auch im Schwäbischen Reichskreis immatrikuliert war
13. Elchingen, Reichsabt und wegen der Pflegämter → Tomerdingen, → Fahlheim und → Stoffenried Stand in Burgau
14. Ellhofen, Ort unter gräflich-bregenzischer Landeshoheit in Vorarlberg
15. Ellzee, Gerichtsvogtei in Burgau
16. Ellzee-Hochwang, Vogtei in Burgau
17. Elsass und Burgund, Ballei des Deutschen Ritterordens → Altshausen
18. Elsass, Landvogtei → Haguenau
19. Elzach, Stadt und Herrschaft im Breisgau
20. Emerkingen, Herrschaft unter schwäbisch-österreichischer Landeshoheit
21. Endingen, Stadt im Breisgau
22. Engen, fürstenbergisches Obervogteiamt unter nellenburgischer Landeshoheit
23. Ensisheim, Stadt und Vogtei in der Landgrafschaft Oberelsass
24. Enzberg, Reichsritter und wegen der Herrschaft → Mühlheim Stand in Schwäbisch Österreich
25. Enzenberg, Graf und wegen der Herrschaft → Singen und Mägdeberg Stand in Nellenburg
26. Eptingen, Standesherr im Sundgau sowie als Personalist Mitglied Breisgauische Ritterschaft
27. Erbach, Herrschaft in Burgau
28. Erolzheim, Herrschaft in Schwäbisch Österreich
29. Eschach (Schusseramt), Amt in der Oberen Landvogtei Schwaben
30. Eschbach, Standesherrschaft im Breisgau
31. Eschise → Assise
32. Ettenheimmünster, Abt, Prälat und als Teilherr von → Riegel Mitglied Breisgauische Ritterschaft

## F
1. Fahlheim, Pflegamt in Burgau
2. Fahnenberg, Breisgauische Ritterschaft
3. Falkenstein, Reichsgrafschaft[14] im Oberrheinischen Reichskreis
4. Falkenstein, Breisgauische Ritterschaft
5. Falkwiller, Meierei im Sundgau
6. Fautenbach, Ort im Gericht Achern der Landvogtei Ortenau
7. Federsee, Seeherrschaft[15] unter schwäbisch-österreichischer Landeshoheit
8. Feldbach, Kloster im Sundgau
9. Feldkirch, Stadt, Grafschaft und Obervogteiamt in Vorarlberg
10. Feldkirch, Standesherrschaft im Breisgau
11. Felldorf, Standesherrschaft in der Reichsritterschaft unter schwäbisch-österreichischer Landeshoheit
12. Ferrette, Grafschaft im Sundgau
13. Ferrette, Stadt im Sundgau
14. Finningen, Gerichtsamt in Burgau
15. Fischbach, Amt in der Oberen Landvogtei Schwaben
16. Flachslanden, Standesherr im Sundgau und Breisgauische Ritterschaft
17. Florimont, Herrschaft im Sundgau
18. Frauenberg, Pflege in Nellenburg
19. Freiburg, Kommende des Deutschen Ritterordens und Prälat im Breisgau
20. Freiburg, Repräsentation und Kammer für Vorderösterreich, Oberamt für Breisgau und Schwarzwald
21. Freiburg, Stadt im Breisgau und wegen der Herrschaften → Lehen und → Horben Mitglied Breisgauische Ritterschaft
22. Freiburg, Universität für Vorderösterreich
23. Freyberg, Reichsritter und wegen der Pfandschaft → Bussen Freiherrlicher Vasall in Schwäbisch Österreich
24. Freyberg-Aulfingen-Wellendingen, Reichsritter und wegen der Herrschaften → Wellendingen und → Worndorf Freiherrlicher Vasall in Schwäbisch Österreich
25. Freyberg-Eisenberg-Allmendingen, Reichsritter und wegen der Herrschaften → Allmendingen und → Wäschenbeuren Freiherrlicher Vasall in Schwäbisch Österreich
26. Freyberg-Hürbel, Reichsritter und wegen der Herrschaften → Hürbel, → Altheim, → Griesingen und → Unterknöringen Freiherrlicher Vasall in Schwäbisch Österreich
27. Freyberg-Öpfingen, Reichsritter und wegen der Herrschaft → Öpfingen Freiherrlicher Vasall in Schwäbisch Österreich
28. Fricktal, Landschaft im Breisgau
29. Fridingen, Stadt in Oberhohenberg
30. Friedberg-Scheer, gefürstete Reichsgrafschaft und Stand in Schwäbisch Österreich (Strittige Landeshoheit)
31. Frohberg → Montjoie
32. Fröhnd, Amt im Schwarzwald
33. Frommenhausen, Standesherrschaft in Niederhohenberg
34. Fugger zu Babenhausen und Boos, Graf und wegen der Herrschaften Markt → Biberbach und → Markt Wald Stand in Burgau
35. Fugger zu Dietenheim und Brandenburg, Graf und wegen der Herrschaft → Dietenheim Stand in Burgau
36. Fugger zu Glött und Oberndorf, Graf und wegen der Herrschaft → Glött Stand in Burgau
37. Fugger zu Kirchberg und Weißenhorn, Graf und wegen der Grafschaften → Kirchberg und → Weißenhorn sowie der Herrschaften → Pfaffenhofen, → Schnürpflingen und → Wullenstetten Stand in Schwäbisch Österreich
38. Fugger zu Kirchheim und Eppishausen, Graf und wegen der Herrschaft → Kirchheim Stand in Burgau
39. Fugger zu Mickhausen und Schwindegg, Graf und wegen der Herrschaft → Mickhausen Stand in Schwäbisch Österreich
40. Fugger zu Nordendorf, Graf und wegen der Herrschaften → Niederalfingen und → Nordendorf Stand in Schwäbisch Österreich
41. Fürstenberg, Fürst und wegen des Kompromissbezirks[16] der gefürsteten Reichsgrafschaft → Tengen sowie der Herrschaft → Schlatt am Randen Stand in Schwäbisch Österreich
42. Furtwangen, Schirmvogtei im Breisgau
43. Fußach, Gericht in der Grafschaft Feldkirch in Vorarlberg

## G
1. Gailingen, Ort im Schwäbischen Kreis der Reichsritterschaft unter nellenburgischer Landeshoheit
2. Garnier, Breisgauische Ritterschaft
3. Gebrazhofen, Amt in der Oberen Landvogtei Schwaben
4. Geiersnest, Rittergut im Breisgau
5. Geigelbach, Amt in der Oberen Landvogtei Schwaben
6. Girardi, Breisgauische Ritterschaft
7. Giromagny, Vogtei im Sundgau
8. Glött, Herrschaft in Schwäbisch Österreich
9. Göffingen, Herrschaft in Schwäbisch Österreich
10. Goldscheuer, Stabsgemeinde in der Ortenau
11. Görwihl, Einung im Schwarzwald
12. Grandmont, Breisgauische Ritterschaft
13. Grandvillars, Herrschaft im Sundgau
14. Grechtler, Breisgauische Ritterschaft
15. Greuth, Breisgauische Ritterschaft
16. Griesheim, Gericht in der Ortenau
17. Griesingen, Herrschaft in Schwäbisch Österreich
18. Großkissendorf, Standesherrschaft in Burgau
19. Großkötz, Pflege in Burgau
20. Grünenbach, Gericht in der Grafschaft Bregenz in Vorarlberg
21. Grüningen, Herrschaft in Schwäbisch Österreich
22. Grünkraut, Amt in der Oberen Landvogtei Schwaben
23. Gunningen, Geistliche Vogtei in Oberhohenberg
24. Günterstal, adliges Frauenkloster[17] im Breisgau
25. Günzburg, Münze für Vorderösterreich
26. Günzburg, Oberamt für Burgau
27. Günzburg, Stadt und Herrschaft in Burgau
28. Gurtweil, Standesherrschaft im Schwarzwald
29. Gutenstein, Herrschaft in Nellenburg
30. Gutenzell, Reichsäbtissin und wegen der mit der Abtei Rot an der Rot gemeinsam besessenen Herrschaft → Kirchberg an der Iller Stand in Schwäbisch Österreich

## H
1. Haas von Katenmoos, Breisgauische Ritterschaft
2. Habsthal, Kloster in Nellenburg, zugleich wegen Schloss → Helmsdorf Stand in Nellenburg
3. Haguenau, Landvogtei im Elsass
4. Haguenau, Stadt der Dekapolis unter der Landvogtei im Elsass
5. Harrach zu Rohrau, Graf und wegen des Reichshofs → Lustenau Stand in Vorarlberg
6. Harsch von Reute und Holzhausen, Breisgauische Ritterschaft
7. Harthausen, Standesherrschaft im Schwäbischen Kreis der Reichsritterschaft unter schwäbisch-österreichischer Landeshoheit
8. Hauenstein, Grafschaft im Schwarzwald
9. Hausen, Herrschaft in Oberhohenberg
10. Hausen am Tann, Herrschaft im Schwäbischen Kreis der Reichsritterschaft unter hohenbergischer Landeshoheit
11. Hausen ob Allmendingen, Ort in Burgau
12. Haut-Koenigsbourg, Herrschaft in der Landgrafschaft Oberelsass
13. Haut-Landsbourg, Herrschaft in der Landgrafschaft Oberelsass
14. Haut-Landser, Herrschaft im Sundgau
15. Haute-Alsace → Oberelsass
16. Hedingen, Kloster in Schwäbisch Österreich (Strittige Landeshoheit mit Hohenzollern-Sigmaringen)
17. Heggbach, Reichsäbtissin und wegen des mit der Reichsstadt Biberach gemeinsam besessenen Ortes → Baustetten Stand in Burgau
18. Heidenheim, Reichsritter und Freiherrlicher Vasall in Schwäbisch Österreich
19. Heiligkreuztal, Kloster in Nellenburg
20. Heimbach, Standesherrschaft im Breisgau
21. Heitersheim, Fürstentum und Kommende des Johanniterordens[18], Prälat im Breisgau
22. Helmsdorf, Schloss unter gräflich-heiligenbergischer Landeshoheit in Nellenburg
23. Hemigkofen, Amt in der Grafschaft Montfort
24. Hennin, Breisgauische Ritterschaft
25. Herbertshofen, Geistliche Landvogtei in Burgau
26. Heudorf, Kameralort in Nellenburg
27. Heufelden, Kondominium[19] in Burgau
28. Hewen, fürstenbergische Herrschaft unter nellenburgischer Landeshoheit
29. Hilzingen, Herrschaft unter schwäbisch-österreichischer Landeshoheit
30. Hindelwangen, Kameralort in Nellenburg
31. Hinter-Bregenzerwald, Gericht in der Grafschaft Feldkirch in Vorarlberg
32. Hirrlingen, Ort im Schwäbischen Kreis der Reichsritterschaft unter hohenbergischer Landeshoheit
33. Hirschlatt, Herrschaft in der Oberen Landvogtei Schwaben
34. Hochdorf, Standesherrschaft im Breisgau
35. Höchenschwand, Vogtei im Schwarzwald
36. Höchenschwander Berg, Einung im Schwarzwald
37. Hochsal, Einung im Schwarzwald
38. Hochstatt, Meierei im Sundgau
39. Hochwang, Gerichtsvogtei in Burgau
40. Hödingen, Ort unter der Landeshoheit der Reichsstadt Überlingen in Nellenburg
41. Gericht Hofrieden, Gericht in der Grafschaft Bregenz in Vorarlberg
42. Hofsteig, Gericht in der Grafschaft Bregenz in Vorarlberg
43. Hohenberg, Obere und Niedere Reichsgrafschaft[20]
44. Hohenegg, Herrschaft in Vorarlberg
45. Hohenems, Grafschaft im Schwäbischen Reichskreis[21] in Vorarlberg
46. Hohengeroldseck, Grafschaft[22]
47. Hohenkrähen, Herrschaft der Reichsritterschaft unter nellenburgischer Landeshoheit
48. Hohenrechberg, Herrschaft der Reichsritterschaft (Strittige Landeshoheit mit Schwäbisch Österreich)
49. Hohenstoffeln, Herrschaft der Reichsritterschaft in Nellenburg
50. Hohenzollern-Sigmaringen, Fürst und wegen der Reichsgrafschaft → Veringen Stand in Schwäbisch Österreich, wegen der Klöster → Habsthal, → Wald und → Heiligkreuztal Stand in Nellenburg sowie wegen der Herrschaft → Wehrstein Stand in Niederhohenberg
51. Holzhausen, Standesherrschaft im Breisgau
52. Holzheim, Vogtei in Burgau
53. Homburg, Herrschaft im Schwäbischen Kreis der Reichsritterschaft unter nellenburgischer Landeshoheit
54. Hoppetenzell, Herrschaft unter schwäbisch-österreichischer Landeshoheit
55. Horb, Obervogteiamt für Niederhohenberg
56. Horb, Stadt in Niederhohenberg
57. Horben, Reichsritter und wegen der Herrschaft → Ringenberg Stand in Vorarlberg
58. Horben, Standesherrschaft im Breisgau
59. Hornstein, Reichsritter[23] und wegen der Herrschaft → Bußmannshausen Standesherr in der Landvogtei Schwaben, wegen der Herrschaft → Hohenstoffeln Stand in Nellenburg, wegen des reichsunmittelbaren Niederadelsbesitzes → Balgheim Stand in Hohenberg sowie als Personalist Mitglied der Breisgauischen Ritterschaft
60. Hornstein-Binningen, Reichsritter und wegen der Herrschaft → Binningen Freiherrlicher Vasall in Nellenburg
61. Hornstein-Göffingen, Reichsritter und wegen der Herrschaften → Göffingen und → Grüningen Freiherrlicher Vasall in Schwäbisch Österreich
62. Hornstein-Weiterdingen, Reichsritter und wegen der Herrschaft → Weiterdingen Freiherrlicher Vasall in Nellenburg
63. Hugstetten, Standesherrschaft im Breisgau
64. Humpiß, Reichsritter und wegen der Herrschaft → Ratzenried Freiherrlicher Vasall in Schwäbisch Österreich
65. Hundsbach, Meierei im Sundgau
66. Hürbel, Herrschaft in Schwäbisch Österreich

## I
1. Ibach, Vogtei im Schwarzwald
2. Ifflinger von Granegg, Reichsritter und wegen der Herrschaft → Lackendorf Freiherrlicher Vasall in Schwäbisch Österreich
3. Illerrieden, Burgvogtei in Burgau
4. Illertissen, Herrschaft in Schwäbisch Österreich
5. Illfurth, Meierei im Sundgau
6. Imhoff zu Wasserburg, Freiherr und wegen der gemeinsam mit den Deutschordenskommenden Ulm und Altshausen sowie Freiherr von Volmar besessenen Herrschaft → Deffingen Standesherr in Burgau
7. Ingelsod → Angeot
8. Ingoldingen-Degernau, Geistliche Landvogtei in der Unteren Landvogtei Schwaben
9. Inzigkofen, Kloster (Strittige Landeshoheit mit Hohenzollern-Sigmaringen)
10. Inzlingen, Standesherrschaft im Breisgau unter baden-durlachischer Landeshoheit
11. Isny, Reichsstadt und Malstatt (Gerichtsort) des Freien Landgerichts in Oberschwaben
12. Issenheim, Herrschaft im Sundgau

## J
1. Jagdberg, Gericht in der Grafschaft Feldkirch in Vorarlberg
2. Jesuitenmeister zu Freiburg, Patres Societatis Jesu und wegen der Herrschaft → Merzhausen Mitglied Breisgauische Ritterschaft[24]
3. Johanniterorden, Großprior, Prälat und wegen der Herrschaft → Eschbach Mitglied Breisgauische Ritterschaft
4. Junker im Thurn, wegen der Herrschaft → Büsingen Standesherr in Nellenburg

## K
1. Kageneck, Breisgauische Ritterschaft
2. Kaisheim, Reichsabt und wegen der Herrschaft → Oberhausen Stand in Schwäbisch Österreich, wegen der mit Freiherr Stain vom Rechtenstein gemeinsam besessenen Herrschaft → Niederstotzingen und weiteren Besitzungen unter burgauischer Landeshoheit Stand in Burgau
3. Kallenberg, Herrschaft in Oberhohenberg
4. Kastelberg, Kameralherrschaft im Breisgau
5. Katharinental, Kloster und wegen des Ortes → Obergailingen Stand in Nellenburg
6. Kaysersberg, Stadt der Dekapolis unter der Landvogtei im Elsass
7. Kechler von Schwandorf, wegen der Orte → Ober- und Untertalheim Standesherr in Niederhohenberg
8. Keller von Schleitheim, wegen der Herrschaft → Nordstetten Standesherr in Niederhohenberg
9. Kellhöfe, Gericht in der Grafschaft Bregenz in Vorarlberg
10. Kempten, Fürststift und wegen der gemeinsam mit dem Stift Ottobeuren besessenen Herrschaft → Ronsberg Stand in Burgau
11. Kenzingen, Stadt im Breisgau
12. Kippenheim, Breisgauische Ritterschaft
13. Kirchberg, Reichsgrafschaft unter schwäbisch-österreichischer Landeshoheit
14. Kirchberg, Kloster in Hohenberg
15. Kirchberg an der Iller, Herrschaft in Burgau
16. Kirchheim, Herrschaft in Schwäbisch Österreich
17. Kirchhofen, Herrschaft im Breisgau
18. Kirchzarten, Talvogtei der Stadt Freiburg im Breisgau
19. Kirnberg, Kameralherrschaft im Breisgau
20. Kleinbrot, Breisgauische Ritterschaft
21. Kleinkissendorf, Gericht in Burgau
22. Klingenstein, Kaplanei und wegen des Kondominiums → Böttingen Stand in Burgau
23. Klingnau, Propstei im Breisgau
24. Königsegg-Aulendorf, Graf und wegen der Herrschaft → Bierstetten Stand in Schwäbisch Österreich
25. Königsegg-Rothenfels, Gräflicher Vasall in Schwäbisch Österreich
26. Konstanz, Hochstift und wegen der Herrschaft → Homburg Stand in Nellenburg
27. Konstanz, Hospital der Stadt Konstanz und wegen des Ortes → Hödingen Stand in Nellenburg
28. Konstanz, Stadt[25] unter der Regierung von Oberösterreich in Innsbruck
29. Krafft von Festenberg auf Frohnberg, wegen der → Herrschaft Zizenhausen Standesherr in Nellenburg
30. Kranzenau, Herrschaft im Breisgau
31. Kreuzlingen, Stift und wegen der Herrschaft → Hirschlatt Stand in der Landvogtei Schwaben
32. Kronburg, Ort in Schwäbisch Österreich
33. Krozingen, Propstei im Breisgau
34. Krumbach, Markt in Burgau

## L
1. Lackendorf, Herrschaft in Schwäbisch Österreich
2. Landau, Stadt der Dekapolis unter der Landvogtei im Elsass
3. Landenberg, Standesherr im Sundgau sowie als Personalist Mitglied Breisgauische Ritterschaft
4. Landensberg, Pflege und Gerichtsvogtei in Burgau
5. Landser, Herrschaft im Sundgau
6. Langenargen, Marktflecken in der Grafschaft Montfort
7. Langenrain und Marbach, Reichsritter und Freiherrlicher Vasall in Schwäbisch Österreich
8. Langenstein, Herrschaft in Schwäbisch Österreich
9. Langnau, Amt in der Grafschaft Montfort
10. Largue, Meierei im Sundgau
11. Laubenberg und Rauhenzell, Herrschaft im Schwäbischen Kreis der Reichsritterschaft in Vorarlberg
12. Lauf in Baden, Ort im Aftergericht Ottersweier der Landvogtei Ortenau
13. Laufenburg, Waldstadt und Kameralherrschaft im Breisgau
14. Laupheim, Pflegamt in Schwäbisch Österreich
15. Lehen, Standesherrschaft im Breisgau
16. Leinstetten, Standesherrschaft im Schwäbischen Kreis der Reichsritterschaft unter schwäbisch-österreichischer Landeshoheit
17. Leutkircher Heide, Freie Leute in der Oberen Landvogtei Schwaben
18. von der Leyen, Graf und wegen der Grafschaft → Hohengeroldseck Vorderösterreich assoziiert
19. Lichteneck, Herrschaft im Breisgau
20. Liel, Standesherrschaft im Breisgau
21. Lingenau, Gericht in der Grafschaft Bregenz in Vorarlberg
22. Liptingen, Kameralort in Nellenburg
23. Lodron, Gräflicher Vasall in Schwäbisch Österreich
24. Lontal, Standesherrschaft im Schwäbischen Kreis der Reichsritterschaft unter schwäbisch-österreichischer Landeshoheit
25. Löwental, Kloster in der Oberen Landvogtei Schwaben
26. Lucelle, Abtei im Sundgau
27. Luppach, Kloster im Sundgau
28. Lustenau, Reichshof im Schwäbischen Reichskreis unter gräflich-bregenzischer Landeshoheit in Vorarlberg

## M
1. Madach, Kameralort in Nellenburg, Sitz des Freien Landgerichts im Hegau und Madach
2. Mägdeberg → Singen und Mägdeberg
3. Mahlspüren, Kameralort in Nellenburg
4. Mainau, Komtur der Kommende des Deutschen Ritterordens und wegen der Herrschaft → Blumenfeld Stand in Schwäbisch Österreich
5. Mainwangen, Ort im Schwäbischen Kreis der Reichsritterschaft unter nellenburgischer Landeshoheit
6. Manikor, Breisgauische Ritterschaft
7. Marbach, Kloster im Sundgau
8. Marchtal, Reichsabt und wegen der Kirchenfabrik → Seekirch Stand in Schwäbisch Österreich
9. Marstetten, Herrschaft unter burgauischer Landeshoheit
10. Masevaux, Herrschaft sowie Obere und Untere Meierei im Sundgau
11. Mauren, Ort in Schwäbisch Österreich
12. Mengen, Donaustadt in Nellenburg
13. Menzenschwand, Vogtei im Schwarzwald
14. Merdingen, Standesherrschaft im Breisgau
15. Merzhausen, Standesherrschaft im Breisgau
16. Mickhausen, Herrschaft in Schwäbisch Österreich
17. Mittelberg, Gericht in der Grafschaft Bregenz in Vorarlberg
18. Moernach, Meierei im Sundgau
19. Möhlinbach, Landschaft im Breisgau
20. Montafon, Gericht des Tals in Vorarlberg
21. Montfort-Bregenz, Grafschaft in Vorarlberg → Bregenz
22. Montfort-Feldkirch, Grafschaft in Vorarlberg → Feldkirch
23. Montfort-Tettnang, Reichsgrafschaft[26] im Schwäbischen Reichskreis
24. Montjoie, Grafschaft im Sundgau sowie als Personalist Mitglied Breisgauische Ritterschaft
25. Montreux, Herrschaft im Sundgau
26. Morimont, Herrschaft im Sundgau
27. Mörsberg → Morimont
28. Moser, Breisgauische Ritterschaft
29. Muespach, Meierei im Sundgau
30. Mühlheim, Herrschaft der Reichsritterschaft (Strittige Landeshoheit mit Schwäbisch Österreich)
31. Münchhöf, Obervogteiamt unter nellenburgischer Landeshoheit
32. Munderkingen, Donaustadt und Direktorialstadt für die Landvogtei Schwaben
33. Munster, Stadt der Dekapolis unter der Landvogtei im Elsass
34. Münsterol → Montreux
35. Munzingen, Standesherrschaft im Breisgau
36. Murg, Einung im Schwarzwald
37. Mussingen, Standesherrschaft in Burgau

## N
1. Nagel von der Alten-Schönstein, Breisgauische Ritterschaft
2. Neckarburg, Geistliche Vogtei unter der Landeshoheit der Reichsstadt Rottweil in Hohenberg
3. Nellenburg, Landgrafschaft[27]
4. Nenzingen, Kameralort in Nellenburg
5. Neubourg, Kloster in der Landgrafschaft Oberelsass
6. Neuburg, Herrschaft in Schwäbisch Österreich
7. Neuburg, Gericht in der Grafschaft Feldkirch in Vorarlberg
8. Neuenburg, Stadt im Breisgau und wegen Chalampé Stand im Sundgau
9. Neuenfels, Breisgauische Ritterschaft
10. Neuershausen, Standesherrschaft im Breisgau
11. Neuhaus bei Radolfzell, Hof in Nellenburg
12. Neuhausen auf den Fildern
13. Neukirch, Amt in der Grafschaft Montfort
14. Neveu, Breisgauische Ritterschaft und Besitz der Standesherrschaft → Windschläg in der Ortenau
15. Niederalfingen, Herrschaft in Schwäbisch Österreich
16. Niederlandser → Bas-Landser
17. Niederschwaben, Untere Landvogtei
18. Niederstotzingen, Herrschaft in Burgau
19. Nonnenbach, Amt in der Grafschaft Montfort
20. Nordendorf, Herrschaft in Schwäbisch Österreich
21. Nordstetten, Standesherrschaft in Niederhohenberg

## O
1. Obenhausen, Herrschaft unter schwäbisch-österreichischer Landeshoheit
2. Oberachern, Ort im Gericht Achern der Landvogtei Ortenau
3. Ober- und Untertalheim, Orte im Schwäbischen Kreis der Reichsritterschaft unter hohenbergischer Landeshoheit
4. Oberamt → Altdorf, → Bregenz, → Freiburg, → Günzburg, → Offenburg, → Rottenburg, → Stockach, → Tettnang, → Winnweiler
5. Oberdorf und Schussental, Amt in der Grafschaft Montfort
6. Oberehnheim → Obernai
7. Oberelsass, Landvogtei
8. Obergailingen, Ort unter nellenburgischer Landeshoheit
9. Oberhausen, Herrschaft unter schwäbisch-österreichischer Landeshoheit
10. Oberknöringen, Gerichtsvogtei in Burgau
11. Oberlandser → Haut-Landser
12. Obernai, Stadt der Dekapolis unter der Landvogtei im Elsass
13. Obernau, Herrschaft in Niederhohenberg
14. Oberndorf, Stadt und Obervogteiamt in Hohenberg
15. Oberndorf und Poltringen, Orte im Schwäbischen Kreis der Reichsritterschaft unter hohenbergischer Landeshoheit
16. Oberried, Priorat im Schwarzwald
17. Oberrimsingen, Standesherrschaft im Breisgau
18. Obersäckingen, Herrschaft im Breisgau
19. Oberschwaben, Obere Landvogtei
20. Oberyach, Rittergut im Breisgau
21. Ochsenhausen, Reichsabt und wegen des Ortes → Untersulmetingen Standesherr in der Landvogtei Schwaben
22. Oeffingen, Ort unter burgauischer Landeshoheit
23. Önsbach, Ort im Gericht Achern der Landvogtei Ortenau
24. Oettingen-Wallerstein, Fürst und wegen der Herrschaft → Seyfriedsberg Stand in Schwäbisch Österreich
25. Offenburg, Reichsstadt[28] und Oberamt für die Ortenau
26. Olsberg, Damenstift und Prälat im Breisgau
27. Öpfingen, Herrschaft in Schwäbisch Österreich
28. Ortenau, Landvogtei[29] im Oberrheinischen Reichskreis
29. Ortenberg, Gericht und Stab in der Ortenau
30. Osterberg, Reichsritter und wegen des Obervogtamts → Bühl Stand in Burgau
31. Ottersweier, Aftergericht in der Landvogtei Ortenau
32. Ottmarsheim, Abtei im Sundgau
33. Ottobeuren, Abt[30] und wegen der gemeinsam mit dem Fürststift Kempten besessenen Herrschaft → Ronsberg Stand in Burgau
34. Ow, Reichsritter und wegen der Herrschaften → Wachendorf, → Felldorf, → Bierlingen und → Ahldorf Freiherrlicher Vasall in Schwäbisch Österreich

## P
1. Pach zu Hansenheim und Hoheneppan, wegen der Herrschaft → Hausen am Tann Standesherr in Oberhohenberg
2. Palm, Reichsunmittelbarer Niederadel und wegen der gemeinsam mit den Erben der Ehinger von Balzheim besessenen Herrschaft → Balzheim Standesherr in Burgau
3. Pappus von Trazberg, Reichsritter und wegen der Herrschaft → Laubenberg und Rauhenzell Stand in Vorarlberg
4. Petershausen, Reichsabt und wegen der Herrschaft → Hilzingen Stand in Schwäbisch Österreich
5. Pfaffenhofen, Grafschaft und Herrschaft unter burgauischer Landeshoheit
6. Pfalz-Zweibrücken, Fürst und wegen der Herrschaft → Illertissen Standesherr in Schwäbisch Österreich
7. Pfetterhouse, Meierei im Sundgau
8. Pfirt, Breisgauische Ritterschaft
9. Pfirt → Ferrette
10. Pforr, Breisgauische Ritterschaft
11. Phaffans, Meierei im Sundgau
12. Prasberg → Vogt von Altensumerau und Prasberg
13. Preysing, Reichsritter und wegen der Herrschaft → Ramsberg Gräflicher Vasall in Schwäbisch Österreich

## R
1. Radolfzell, Direktorialstadt[31] für Nellenburg
2. Raithaslach, Kameralort in Nellenburg
3. Raitiamt, Vogtei der Stadt Konstanz unter eidgenössischer Landeshoheit
4. Ramsberg Herrschaft in Schwäbisch Österreich
5. Ramschwag, wegen der Herrschaft → Großkissendorf Standesherr in Burgau sowie als Personalist Mitglied Breisgauische Ritterschaft
6. Rankweil, Landgericht für Vorarlberg
7. Rankweil-Sulz, Gericht in der Grafschaft Feldkirch in Vorarlberg
8. Rassler, wegen der Herrschaft → Obernau Standesherr in Niederhohenberg
9. Rathsamhausen, Standesherr im Sundgau
10. Ratzenried, Herrschaft in der Landvogtei Schwaben
11. Rechberg, Reichsritter und wegen der Herrschaft → Hohenrechberg Stand in Schwäbisch Österreich
12. Rechtenstein, Herrschaft in Schwäbisch Österreich
13. Rehling, Standesherr in Burgau
14. Reich von Reichenstein, Breisgauische Ritterschaft und Standesherr im Sundgau
15. Reichlin von Meldegg, wegen des Ortes → Amtzell Standesherr in der Landvogtei Schwaben
16. Reinach, Standesherr im Sundgau
17. Reiningue, Meierei im Sundgau
18. Reischach, Reichsritter und wegen der Herrschaft → Hohenkrähen Stand in Schwäbisch Österreich und in Nellenburg
19. Reute, Kloster und Gericht unter schwäbisch-österreichischer Landeshoheit
20. Reute im Hegau, Ort unter schwäbisch-österreichischer Landeshoheit
21. Reuttner von Weyl, Reichsritter und wegen der Herrschaft → Achstetten Freiherrlicher Vasall in Schwäbisch Österreich sowie als Personalist Mitglied Breisgauische Ritterschaft
22. Rheinfelden, Waldstadt und Kameralherrschaft im Breisgau
23. Rheinfelden, Propst des Chorherrenstifts und Prälat im Breisgau
24. Rheintal, Landschaft im Breisgau
25. Rheinweiler, Standesherrschaft im Breisgau
26. Rickelshausen, Standesherrschaft in Nellenburg
27. Rickenbach, Einung im Schwarzwald
28. Rieden, Herrschaft in Burgau
29. Riedheim, Reichsritter und wegen der Herrschaften → Lontal und → Harthausen Freiherrlicher Vasall in Schwäbisch Österreich
30. Riedlingen, Donaustadt in der Unteren Landvogtei Schwaben
31. Riegel, Gemeine Teilherrschaft[32] im Breisgau
32. Riespach, Meierei im Sundgau
33. Rinck von Baldenstein, Standesherr im Sundgau
34. Ringenberg, Herrschaft im Schwäbischen Kreis der Reichsritterschaft in Vorarlberg
35. Ringingen, Freiflecken[33] in Schwäbisch Österreich
36. Roderen, Meierei im Sundgau
37. Rodt von Bußmannshausen, wegen der Herrschaft → Bußmannshausen Standesherr in der Landvogtei Schwaben
38. Röfingen, Pflege und Gerichtsvogtei in Burgau
39. Roggenbach, Breisgauische Ritterschaft
40. Rohr und Waldstetten, Kommende des Deutschen Ritterordens unter burgauischer Landeshoheit
41. Roll von Bernau, Breisgauische Ritterschaft
42. Ronsberg, Herrschaft in Burgau
43. Rosemont, Tal im Sundgau
44. Rosheim, Stadt der Dekapolis unter der Landvogtei im Elsass
45. Rot an der Rot, Reichsabt und wegen der mit der Abtei Gutenzell gemeinsam besessenen Herrschaft → Kirchberg an der Iller Stand in Schwäbisch Österreich
46. Rotberg, Breisgauische Ritterschaft
47. Rotenberg → Rougemont-le-Château
48. Rottenberg, Breisgauische Ritterschaft
49. Rottenburg, Direktorialstadt für Hohenberg
50. Rottenburg, Oberamt für Hohenberg
51. Rouffach, Kommende des Deutschen Ritterordens im Sundgau
52. Rougemont, Herrschaft im Sundgau
53. Rougemont et Masevaux, Vereinigte Herrschaften im Sundgau
54. Ruhfelden, Amt in Burgau

## S
1. Säckingen, gefürstetes Damenstift und Prälat im Breisgau
2. Säckingen, Waldstadt im Breisgau
3. Saint-Apollinaire, Kloster im Sundgau
4. Saint-Morand, Kloster im Sundgau
5. Salmannsweiler, Reichsabt und wegen des Obervogteiamts → Stetten am kalten Markt Stand in Hohenberg, wegen des Obervogteiamts → Münchhöf und des Ortes → Mainwangen Stand in Nellenburg
6. Salzstetten, Herrschaft im Schwäbischen Kreis der Reichsritterschaft unter hohenbergischer Landeshoheit
7. Sankt Blasien, Fürstabt, Prälat[34] und wegen der Herrschaften → Gurtweil und → Kirchhofen Mitglied Breisgauische Ritterschaft
8. Sankt Blasien, Zwing und Bann des Klosters im Schwarzwald
9. Sankt Gallen, Fürstabt und wegen der Herrschaft → Ebringen Mitglied Breisgauische Ritterschaft
10. Sankt Georgen auf dem Schwarzwald zu Villingen, Abt und wegen der Landvogtei → Herbertshofen Stand in Burgau, wegen der Landvogtei → Ingoldingen-Degernau Stand in der Landvogtei Schwaben sowie wegen der Vogteien → Neckarburg und → Gunningen Stand in Hohenberg
11. Sankt Georgen zu Isny, Reichsabt und wegen des Ortes → Eggen Stand in Vorarlberg
12. Sankt Johann-Höchst, Gericht in der Grafschaft Feldkirch in Vorarlberg
13. Sankt Katharinental, Kloster und wegen des Ortes → Obergailingen Stand in Nellenburg
14. Sankt Märgen, Stift und Prälat im Breisgau, zugleich Vogtei der Stadt Freiburg
15. Sankt Moritz zu Augsburg, Stift und wegen des Amtes → Ruhfelden Stand in Burgau
16. Sankt Peter, Abt, Prälat und wegen der Herrschaft → Geiersnest Mitglied Breisgauische Ritterschaft
17. Sankt Trudpert, Abt und Prälat im Breisgau
18. Sankt Ulrich und Afra zu Augsburg, Abt und wegen des Gerichtsamts → Finningen Stand in Burgau
19. Sasbach, Standesherrschaft im Breisgau
20. Saulgau, Donaustadt in Nellenburg
21. Schackmin, Breisgauische Ritterschaft
22. Schad von Mittelbiberach, wegen der Herrschaft → Mussingen Standesherr in Burgau
23. Schaffhausen, Städteort der Eidgenossenschaft und Legstadt (Finanzplatz) des Salzhandels mit Hall in Tirol, wegen des Ortes → Reute im Hegau Stand in Schwäbisch Österreich sowie wegen des Ortes → Gailingen Stand in Nellenburg
24. Schauenburg, Breisgauische Ritterschaft und Standesherr im Sundgau
25. Schelklingen, Stadt in der Unteren Landvogtei Schwaben
26. Schemmerberg, Oberamt in der Oberen Landvogtei Schwaben
27. Schenk von Castell, Graf und wegen der Herrschaft → Berg Standesherr in der Landvogtei Schwaben, wegen der Herrschaft → Gutenstein Stand in Nellenburg sowie als Personalist Mitglied Breisgauische Ritterschaft
28. Scheppach, Pflege und Gerichtsvogtei in Burgau
29. Schertlin von Burtenbach, Reichsritter und wegen des Ortes → Mauren Stand in Schwäbisch Österreich
30. Schindelbach, Amt in der Oberen Landvogtei Schwaben
31. Schlatt am Randen, Herrschaft unter schwäbisch-österreichischer Landeshoheit
32. Schlettstadt → Sélestat
33. Schnewlin, Breisgauische Ritterschaft
34. Schnürpflingen, Herrschaft im Schwäbischen Kreis der Reichsritterschaft unter burgauischer Landeshoheit
35. Schömberg, Stadt in Oberhohenberg
36. Schomburg, Herrschaft[35] in der Grafschaft Montfort
37. Schönau, Talvogtei im Schwarzwald
38. Schönau, Standesherr im Sundgau
39. Schönau-Wehr, Breisgauische Ritterschaft
40. Schönau-Zell, Breisgauische Ritterschaft
41. Schramberg, Herrschaft in Hohenberg
42. Schussenried, Reichsabt und wegen des mit Buchau gemeinsam besessenen Amtes → Bierstetten Stand in Schwäbisch Österreich sowie wegen des Ortes → Winterstettendorf Stand in der Landvogtei Schwaben
43. Schuttern, Abt und Prälat[36] im Breisgau
44. Schwaben, Obere und Untere Landvogtei[37]
45. Schwäbisch Österreich, Lande
46. Schwarzenberg, Kameralherrschaft im Breisgau
47. Schwarzenberg, Fürst und wegen der Herrschaft → Lichteneck sowie als Teilherr von → Riegel Mitglied Breisgauische Ritterschaft
48. Schwarzwald, Waldvogt
49. Schwörstadt, Herrschaft im Breisgau
50. Seekirch, Kirchenfabrik in der Unteren Landvogtei Schwaben
51. Sélestat, Stadt der Dekapolis unter der Landvogtei im Elsass
52. Senger und Etterlin, wegen der Herrschaft → Rickelshausen Standesherr in Nellenburg
53. Sennheim → Cernay
54. Seyfriedsberg, Herrschaft unter schwäbisch-österreichischer Landeshoheit
55. Sickingen, Breisgauische Ritterschaft
56. Sießen, Kloster unter österreichischer Landeshoheit in der Unteren Landvogtei Schwaben
57. Sigmaringen, gefürstete Reichsgrafschaft unter österreichischer Landeshoheit (Strittige Landeshoheit[38])
58. Simmerberg, Gericht in der Grafschaft Bregenz in Vorarlberg
59. Singen und Mägdeberg, Herrschaft[39] in Nellenburg
60. Sipplingen, Kameralort in Nellenburg
61. Söflingen, Reichsstift und wegen des Kondominiums → Böttingen Stand in Burgau
62. Sölden, Standesherrschaft im Breisgau
63. Sonnenberg, Herrschaft in der Grafschaft Bludenz in Vorarlberg
64. Sonnenberg, Zeitgericht in der Grafschaft Feldkirch in Vorarlberg
65. Soppe, Meierei im Sundgau
66. Spaichingen, Obervogteiamt für Oberhohenberg
67. Speidel, Breisgauische Ritterschaft
68. Speth, Reichsritter und wegen der Herrschaft → Untermarchtal Stand in Schwäbisch Österreich
69. Sponeck, Reichsritter und wegen der Herrschaft → Leinstetten Stand in Schwäbisch Österreich
70. Stadion-Thannhausen, Graf und wegen der Herrschaft → Thannhausen Stand in Burgau
71. Stadion-Warthausen, Graf und wegen der Herrschaften → Warthausen und → Emerkingen Stand in Schwäbisch Österreich sowie als Personalist Mitglied Breisgauische Ritterschaft
72. Stain vom Rechtenstein, Freiherr und wegen der mit der Reichsabtei Kaisheim gemeinsam besessenen Herrschaft → Niederstotzingen Stand in Burgau
73. Staufen, Herrschaft im Breisgau
74. Stauffenberg, Reichsritter und wegen des Amts → Eberstall Stand in Burgau
75. Stegen, Standesherrschaft im Breisgau
76. Steißlingen, Herrschaft in Nellenburg
77. Sternbach, Freiherr und wegen der Grafschaften → Bludenz und → Sonnenberg Standesherr in Vorarlberg
78. Stetten am kalten Markt, Geistliches Obervogteiamt im Schwäbischen Kreis der Reichsritterschaft unter hohenbergischer Landeshoheit
79. Stockach, Oberamt für Nellenburg
80. Stockach, Stadt in Nellenburg
81. Stoffenried, Pflegamt in Burgau
82. Stotzingen, Reichsritter und wegen der Herrschaft → Wiechs Stand in Schwäbisch Österreich sowie als Personalist Mitglied Breisgauische Ritterschaft
83. Stürtzel von Buchheim, Breisgauische Ritterschaft
84. Sulzberg, Gericht in der Grafschaft Bregenz in Vorarlberg
85. Sundgau, Landvogtei
86. Syrgenstein, Herrschaft im Schwäbischen Kreis der Reichsritterschaft im Besitz der Syrg von Syrgenstein unter gräflich-bregenzischer Landeshoheit in Vorarlberg

## T
1. Tannberg, Gericht in der Grafschaft Bregenz in Vorarlberg
2. Tengen, gefürstete Grafschaft[40] unter schwäbisch-österreichischer Landeshoheit
3. Tennenbach, Abt und Prälat im Breisgau
4. Tettnang, Stadt und Herrschaft in der Grafschaft Montfort
5. Tettnang, Landwaibelamt in der Grafschaft Montfort
6. Tettnang, Oberamt für die Grafschaft Montfort
7. Thann, Stadt, Herrschaft und Vogtei im Sundgau
8. Thannhausen, Herrschaft in Burgau
9. Thierenbach, Kloster im Sundgau
10. Thurn und Taxis, Fürst und wegen der Herrschaft → Bussen Stand in Schwäbisch Österreich
11. Thurn, Valsassina und Taxis, Graf und wegen der gemeinsam mit Freiherr von Freyberg besessenen Herrschaft → Wäschenbeuren Stand in Schwäbisch Österreich
12. Todtmoos, Herrschaft im Schwarzwald
13. Todtnau, Talvogtei im Schwarzwald
14. Tomerdingen, Pflegamt in Burgau
15. Traubach, Meierei und Propstei im Sundgau
16. Triberg, Stadt und Kameralherrschaft im Breisgau
17. Trois-Épis, Kloster im Sundgau
18. Turckheim, Stadt der Dekapolis unter der Landvogtei im Elsass

## U
1. Überlingen, Komtur der Kommende des Johanniterordens und wegen der Herrschaft → Hoppetenzell Stand in Schwäbisch Österreich
2. Überreiter-Amt, Amt in der Oberen Landvogtei Schwaben
3. Ulm, Kommende des Deutschen Ritterordens und wegen der gemeinsam mit der Kommende Altshausen, Freiherr von Imhoff zu Wasserburg und Freiherr von Volmar besessenen Herrschaft → Deffingen Stand in Burgau
4. Ulm zu Erbach, wegen der Herrschaft → Erbach Stand in Burgau, wegen der Herrschaften → Werenwag und → Kallenberg sowie der Orte → Oberndorf und Poltringen Stand in Hohenberg sowie als Personalist Mitglied Breisgauische Ritterschaft
5. Umkirch, Standesherrschaft im Breisgau
6. Ummendorf, Pflegamt in der Landvogtei Schwaben
7. Unteralpfen, Standesherrschaft im Schwarzwald
8. Unterknöringen, Herrschaft[41] in Schwäbisch Österreich
9. Untermarchtal, Standesherrschaft im Schwäbischen Kreis der Reichsritterschaft unter schwäbisch-österreichischer Landeshoheit
10. Untersulmetingen, Ort im Schwäbischen Kreis der Reichsritterschaft unter schwäbisch-österreichischer Landeshoheit
11. Urspring, Kloster in der Unteren Landvogtei Schwaben und wegen des Orts → Hausen ob Allmendingen Stand in Burgau

## V
1. Veringen, Reichsgrafschaft unter schwäbisch-österreichischer Landeshoheit
2. Villé, Herrschaft in der Landgrafschaft Oberelsass
3. Villingen, Stadt im Schwarzwald
4. Vogt von Altensumerau und Prasberg, Breisgauische Ritterschaft
5. Vöhlin von Frickenhausen, Reichsritter und wegen der Herrschaft → Neuburg Stand in Schwäbisch Österreich
6. Volmar, Reichsritter und wegen der Herrschaft → Rieden Stand in Schwäbisch Österreich sowie wegen der gemeinsam mit den Deutschordenskommenden Ulm und Altshausen sowie Freiherr von Imhoff zu Wasserburg besessenen Herrschaft → Deffingen Standesherr in Burgau
7. Vorarlberg, Lande[42]

## W
1. Wachendorf, Standesherrschaft im Schwäbischen Kreis der Reichsritterschaft unter schwäbisch-österreichischer Landeshoheit
2. Wächter, Freiherr[43] und wegen der Herrschaft → Hirrlingen Standesherr in Niederhohenberg
3. Wagensteig, Vogtei im Breisgau
4. Wagner von Frommenhausen, wegen der Herrschaft → Frommenhausen Standesherr in Niederhohenberg
5. Wald, Herrschaft in Burgau
6. Wald, Kloster in Nellenburg
7. Waldburg-Wolfegg-Waldsee, Truchsess und wegen des Gerichts → Reute Stand in Schwäbisch Österreich
8. Waldburg-Zeil-Wurzach, Truchsess und wegen der Herrschaft → Marstetten Stand in Schwäbisch Österreich
9. Waldburg-Zeil-Zeil und Trauchburg, Fürst Truchsess und wegen der Herrschaft → Zimmern unter der Burg Stand in Hohenberg
10. Waldkirch, Stadt im Breisgau
11. Waldkirch, Propst des Chorherrenstifts und Prälat im Breisgau
12. Waldsee, Donaustadt in der Unteren Landvogtei Schwaben
13. Waldsee, Stift unter schwäbisch-österreichischer Landeshoheit
14. Waldshut, Waldstadt im Breisgau
15. Waldshut, Waldvogteiamt im Schwarzwald
16. Waldstadt → Laufenburg, → Rheinfelden, → Säckingen, → Waldshut
17. Wangen, Reichsstadt[44] und Malstatt (Gerichtsort) des Freien Landgerichts in Oberschwaben
18. Warthausen, Herrschaft unter schwäbisch-österreichischer Landeshoheit
19. Wäschenbeuren, Herrschaft in Schwäbisch Österreich
20. Wasserburg, Herrschaft in der Grafschaft Montfort
21. Wehr, Herrschaft im Breisgau
22. Wehrstein, Herrschaft im Schwäbischen Reichskreis unter hohenbergischer Landeshoheit
23. Weiler → Villé
24. Weingarten, Reichsabt und wegen der Herrschaft → Brochenzell Stand in Schwäbisch Österreich
25. Weißenau, Reichsstift und Geistlicher Vasall in Schwäbisch Österreich
26. Weißenhorn, Stadt in Burgau und Reichsgrafschaft unter burgauischer Landeshoheit
27. Weiterdingen, Herrschaft in Schwäbisch Österreich
28. Welden, Herrschaft im Schwäbischen Kreis der Reichsritterschaft unter burgauischer Landeshoheit
29. Welden, Reichsritter und wegen des Pflegamts → Laupheim Stand in Schwäbisch Österreich
30. Wellendingen, Herrschaft in Schwäbisch Österreich
31. Welsperg, wegen der Herrschaft → Langenstein Gräflicher Vasall in Schwäbisch Österreich sowie als Personalist Mitglied Breisgauische Ritterschaft
32. Wengen zu Ulm, Stift und wegen des Ortes → Wollmetshofen Stand in Burgau
33. Werdenstein, wegen der Herrschaft → Dellmensingen Standesherr in Burgau
34. Werenwag, Herrschaft in Oberhohenberg
35. Wessenberg, Breisgauische Ritterschaft und Standesherr im Sundgau
36. Westernach, Reichsritter und wegen der Herrschaft → Kronburg Freiherrlicher Vasall in Schwäbisch Österreich
37. Wettenhausen, Reichsabt und wegen der Vogtei → Burgau Geistlicher Vasall in Burgau
38. Wiblingen, Reichsabtei[45] und wegen der Herrschaft → Bühl Stand in Burgau
39. Wiechs, Herrschaft in Schwäbisch Österreich
40. Wiesneck, Herrschaft im Breisgau
41. Wildtal, Standesherrschaft im Breisgau
42. Windschläg, Standesherrschaft[46] in der Ortenau
43. Winnweiler, Oberamt für die Reichsgrafschaft Falkenstein
44. Winterbach, Rittergut im Breisgau
45. Winterspüren, Kameralort in Nellenburg
46. Winterstettendorf, Ort unter schwäbisch-österreichischer Landeshoheit
47. Wissembourg, Stadt der Dekapolis unter der Landvogtei im Elsass
48. Wittenbach, Breisgauische Ritterschaft
49. Wittnau, Standesherrschaft im Breisgau
50. Wolketsweiler, Amt in der Oberen Landvogtei Schwaben
51. Wollmetshofen, Ort in Burgau
52. Wolpadingen, Vogtei im Schwarzwald
53. Wolschwiller, Meierei im Sundgau
54. Wonnental, Äbtissin und Prälat im Breisgau
55. Worndorf, Herrschaft in Schwäbisch Österreich
56. Wullenstetten, Herrschaft unter burgauischer Landeshoheit
57. Württemberg, Herzog und wegen mehrerer Kondominien mit Schwäbisch Österreich assoziiert

## Z
1. Zarten, Vogtei im Breisgau
2. Zehnstädtebund → Dekapolis
3. Zell, Herrschaft im Breisgau
4. Zell-Weierbach, Stab in der Ortenau
5. Zimmern unter der Burg, Herrschaft in Hohenberg
6. Zizenhausen, Standesherrschaft in Nellenburg
7. Zogenweiler, Amt in der Oberen Landvogtei Schwaben
8. Zoznegg, Oberamt in Nellenburg
9. Zunsweier, Aftergericht in der Ortenau
10. Zu Rhein, Standesherr im Sundgau sowie als Personalist Mitglied Breisgauische Ritterschaft
11. Zusmarshausen, Ort unter burgauischer Landeshoheit
12. Zweyer von Evenbach, Breisgauische Ritterschaft
13. Zwiefalten, Reichsabt und Geistlicher Vasall in Schwäbisch Österreich